# Rafael Sentandreu Ramón
Rafael Sentandreu Ramón (Villanueva de Castellón -Valencia- 26 de julio de 1937 / fallecido el 16 de agosto de 2024) era un farmacéutico, microbiólogo, investigador y docente español. 

## Reseña profesional
- Licenciado en Farmacia por la Universidad de Barcelona.
- Doctor en Farmacia por las Universidad Complutense de Madrid
- Doctor (Ph.D.) en Bioquímica por la Universidad de Cambridge (R.U.).
- Research Associate en el Waskman Institute of Microbiology, Rutgers. The State University of New Jersey (USA) (1969 1970).
- Investigador Científico del CSIC. (1970-1975).
- Catedrático de Microbiología y Profesor Emérito de la Universidad de Valencia.
- Académico de número de la Real Academia Nacional de Farmacia.

## Distinciones
- Premio de Investigación Severo Ochoa
- Premio Alberto Sols[1]
- Premio Eustoquio Molina 2021[2]